# 毛槲蕨
毛槲蕨（学名：Drynaria mollis）为水龙骨科槲蕨属下的一个种。其种加词“mollis ”意为“柔软的”。
现接受名为毛槲蕨（Aglaomorpha mollis (Bedd.) Hovenkamp & S.Linds., 2017）。